# Список втрат російської військової авіації в Сирії
У статті вказано перелік втрат військової авіації ПКС Росії під час бойових дій в Сирії.

## Список втрачених літаків ПКС Росії
| №  | Тип літака | Б/Н | Екіпаж                                                                           | Дата втрати | Опис |
| -- | ---------- | --- | -------------------------------------------------------------------------------- | ----------- | --- |
| 1. | Су-24М     | 83  | підполковник Пешков Олег Анатолійович майор Мурахтін Констянтин Валерійович (ОК) | 24.11.2015  | В 09:24 по місцевому часу в районі турецько-сирійського кордону збитий турецьким Ф-16. Пілот підполковник Пешков загинув, штурман майор Мурахтін катапультувався та був евакуйований |
| 2. | МіГ-29     |     |                                                                                  | 14.11.2016  | МіГ-29 зазнав катастврофи в Середземному морі під час посадки на крейсері Адмірал Кузнєцов. Пілот катапультувався та вижив                                                           |
| 3. | Су-33      | 67  |                                                                                  | 05.12.2016  | Су-33 розбився під час посадки на крейсері Адмірал Кузнєцов Пілот вижив |
| 4. | Су-24      | ?   | капітан Медведьков Юрій Юрійович                                                 | 10.10.2017  | Су-24 розбився під час вильоту з авіабази в Латакії, пілот капітан Медведьков та штурман капітан Копилов загинули.                                                                   |
| 4. | Су-24      | ?   | капітан Копилов Юрій Львович                                                     | 10.10.2017  | Су-24 розбився під час вильоту з авіабази в Латакії, пілот капітан Медведьков та штурман капітан Копилов загинули.                                                                   |
| 5. | Су-25      | 6   | майор Філіпов Роман Миколайович                                                  | 03.02.2018  | збитий з землі ПЗРК підрозділом Хайят Тахрір аш-Шам |
| 6. | Ан-26      | 52  | старший лейтенант Антунін Констянтин Миколайович                                 | 06.03.2018  | Загинуло 39 людей. Члени екіпажу та пасажири |
| 7. | Су-30      |     | майор Давідян Альберт Геннадійович                                               | 03.05.2018  | Невідомо. Пілот майор Давідян, і штурман загинули |
| 8. | Іл-20      |     | майор Яковлев Володимир Володимирович                                            | 17.09.2018  | Загинуло 15 людей. Члени екіпажу та пасажири |

## Список втрачених гелікоптерів ПКС Росії
| №  | Тип гелікоптера | Б/Н | Екіпаж                                                                           | Дата втрати | Опис |
| -- | --------------- | --- | -------------------------------------------------------------------------------- | ----------- | --- |
| 1. | Мі-8            | 252 |                                                                                  | 26.11.2015  | Збитий сирійськими опизиціонерами Екіпаж вижив та евакуйований один член екіпажу морський піхотинець загинув        |
| 2. | Мі-28           | ?   | майор Окладніков Андрій Володимирович старший лейтенант Панков Віктор Вікторович | 12.04.2016  | Два пілоти загинули                                                                                                 |
|    | Мі-35           | ?   | полковник Хабіббулін Ряфагать Махмутович лейтенант Долгін Євген Вікторович       | 08.07.2016  | Збитий поблизу Пальміри, САР Полковник Хабіббулін та лейтенант Доглін загинули                                      |
|    | Мі-8            | 212 | капітан Павлов Роман Олександрович старший лейтенант Шеламов Олег Юрійович       | 01.08.2016  | Пілот капітан Павлов та штурман старший лейтенант Шеламов, бортовий технік Шорохов Олексій та два пасажири загинули |
|    | Мі-35           |     |                                                                                  | 03.11.2016  | Збитий з ПЗРК в провінції Хомс. Пілоти вижили                                                                       |
|    | Мі-24           |     | підполковник Матвєєв Валентин Михайлович майор Куліш Артем Миколайович           | 31.12.2017  | Збитий з ПЗРК в провінції Хомс. Пілот підполковник Матвєєв, штурман майор Куліш загинули                            |
|    | Ка-52           |     | лейтенант Мірошніченко Роман Едуардович полковник Гущін Артем Анатолійович       | 07.05.2018  | Розбився під час патрулювання на території Сирії Два пілота загинули                                                |